# 张平山

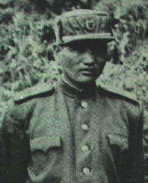
张平山

張平山（韓語：장평산，？—1958年），北韓政治人物及共产主义者，延安派之一，1958年3月被处決。

## 人物生平
1937年前往延安，后参加八路军。1942年秋，平西军分区政委肖文玖派张平山到昌(平)宛(平)怀(来)联合县担任敌工干事。刚来时汉语还不流利，把骡子叫做“大个儿驴”，把衣服的贴边叫做“加宽”。张平山在当地修筑(大)同塘(沽)铁路的朝鲜籍工人中开展工作，发展了十几个人加入了朝鲜独立同盟做地下工作，获取情报促使八路军攻克芹峪据点（今门头沟区雁翅镇芹峪村），缴获一挺轻机枪；还打通了北平市内的朝鲜独立同盟的地下关系。一次在温泉附近战斗，张平山腿部负重伤掉队，顽强战斗，最后走一程爬一程终于回到了平西抗日根据地。1943年加入中国共产党。因作战勇敢，被战友起外号“张大胆”。
1945年到中国东北，随朝鲜义勇军第五支队开辟延边解放区。1946年回到朝鲜。
朝鲜战争停战谈判时以第三师团少将参谋长身份任朝方谈判代表。1955年7月以朝鲜人民军代表团副团长身份访问越南民主共和国。1956年4月担任朝鮮勞動黨中央委員會候補委員及朝鮮人民軍總參謀部次長、中将。1957年8月擔任第2期最高人民會議代議員、第4軍軍長。1958年3月被清肅。